# Мутница (сельское поселение)
Мутница — административно-территориальная единица (административная территория село Мутница с подчинённой ему территорией) и муниципальное образование (сельское поселение с полным официальным наименованием муниципальное образование сельского поселения «Мутница») в составе Прилузского района Республики Коми Российской Федерации.
Административный центр — село Мутница.

## История
Статус и границы административной территории установлены Законом Республики Коми от 6 марта 2006 года № 13-РЗ «Об административно-территориальном устройстве Республики Коми».
Статус и границы сельского поселения установлены Законом Республики Коми от 5 марта 2005 года № 11-РЗ «О территориальной организации местного самоуправления в Республике Коми».

## Население
| 2010 | 2011 | 2012 | 2013 | 2014 | 2015 | 2016 |
| ---- | ---- | ---- | ---- | ---- | ---- | ---- |
| 644  | ↘641 | ↘607 | ↘585 | ↘572 | ↘560 | ↘518 |
| 2017 | 2018 | 2019 | 2020 | 2021 |      |      |
| ↘508 | ↘487 | ↘468 | ↘455 | ↗507 |      |      |

## Состав
Состав административной территории и сельского поселения:
| № | Населённый пункт | Тип населённого пункта       | Население |
| - | ---------------- | ---------------------------- | --------- |
| 1 | Архиповка        | деревня                      | 102       |
| 2 | Гуляшор          | посёлок                      | ↘308      |
| 3 | Мутница          | село, административный центр | 229       |
| 4 | Ручпозъя         | деревня                      | 5         |